# September (어스, 윈드 & 파이어의 노래)
"September"(셉템버)는 미국의 밴드 어스, 윈드 & 파이어가 1978년 11월 18일 ARC/컬럼비아 레코드를 통해 싱글로 발매한 곡이다. 이 곡은 앨리 윌리스와 모리스 화이트가 작사했으며, 기타리스트 앨 맥케이가 개발한 음악 시퀀스를 기반으로 한다. 처음에는 The Best of Earth, Wind & Fire, Vol. 1의 트랙으로 포함되었고, "September"는 상업적으로 매우 성공하여 미국 빌보드 Hot R&B Songs 차트에서 1위, 미국 빌보드 핫 100에서 8위, 영국 싱글 차트에서 3위를 차지했다. 이 곡은 밴드의 대표작으로 남아 있으며 여러 차례 샘플링, 커버, 리믹스 및 재녹음되었다.
이 곡은 2018년에 미국 의회도서관의 내셔널 레코딩 레지스트리 목록에 "문화적, 역사적 또는 미학적으로 중요한" 사운드 녹음으로 추가되었다.

## 구성
"September"는 오도권을 기반으로 하는 네 마디 패턴에 기반한 그루브를 가지고 있으며, 이는 벌스와 코러스 사이에서 일관적이다.
가장조로 쓰여진 이 곡은 어스, 윈드 & 파이어의 기타리스트 앨 맥케이가 작곡한 코드 진행을 사용하며, 보컬리스트 모리스 화이트와 작곡가 앨리 윌리스가 한 달 동안 작곡했다. 윌리스는 처음에 화이트가 곡 전체에 사용한 무의미한 "ba-dee-ya" 가사에 신경이 쓰였고, 그에게 다시 쓰라고 간청했다: "'도대체 'ba-dee-ya'가 무슨 뜻이야?'라고 말했어요. 그러자 그는 본질적으로 '도대체 누가 신경 써?'라고 말했다. 그에게서 작곡의 가장 큰 교훈을 얻었는데, 그것은 가사가 절대 그루브를 방해하게 해서는 안 된다는 것이었다." 이 곡은 밴드의 첫 번째 컴필레이션 음반인 The Best of Earth, Wind & Fire, Vol. 1에 오리지널 콘텐츠로 판매량을 높이기 위해 포함되었다.
날짜의 중요성에 대한 여러 가지 이론이 제시되었지만, 작곡가 모리스 화이트는 단순히 노래할 때 소리가 좋다는 이유로 21일을 선택했다고 주장했다. 앨리 윌리스는 다음과 같이 덧붙였다: "우리는 모든 날짜를 검토했어요: '1일, 2일, 3일, 4일을 기억하나요...' 그리고 가장 좋게 느껴진 날짜는 21일이었다." 윌리스는 설명한다. "사람들이 끊임없이 저에게 와서 그 중요성이 무엇인지 알고 싶어 안달한다. 그리고 다른 날짜들보다 더 잘 불렸다는 것 외에는 어떤 중요성도 없다. 그래서... 미안하다!"

## 제작진
어스, 윈드 & 파이어
- 모리스 화이트 – 리드 및 배경 보컬, 프로덕션
- 필립 베일리 – 리드 및 배경 보컬, 콩가
- 버딘 화이트 – 배경 보컬, 베이스 기타
- 조니 그레이엄(Johnny Graham) – 기타
- 앨 맥케이 – 배경 보컬, 일렉 기타
- 래리 던 – 키보드
- 랄프 존슨 – 드럼, 퍼커션
- 프레드 화이트 – 드럼
- 라믈리 마이클 데이비스 – 트럼펫
- 마이클 해리스 – 트럼펫
- 루이스 새터필드 – 트롬본
- 앤드류 울포크 – 소프라노 색소폰

기술 담당
- Tom "Tom Tom 84" Washington – 현악기, 배경 보컬, 혼 편곡

## 평가
"September"는 어스, 윈드 & 파이어 경력에서 가장 큰 상업적 및 비평적 성공을 거둔 곡 중 하나이며, 보컬리스트 필립 베일리는 이 곡을 그룹 최고의 곡 중 하나로 꼽는다. 이 곡은 영국 축음기 협회에서 실버 인증을 받았고 미국에서는 골드 인증을 받았다(1989년 RIAA가 인증 싱글의 판매량 기준을 낮추기 전까지 골드 싱글은 100만 장 판매에 해당했다). "September"는 이후 RIAA에서 디지털 판매로 골드 인증을 받았고, 2017년 9월 현재 미국에서 200만 장 이상의 디지털 판매량을 기록했다. 레코드 월드는 이 곡을 "가을 향수의 분위기를 포착하고 라디오 청취자들도 사로잡을 부드럽고 빠른 곡"이라고 평했다. 2021년, 롤링 스톤은 업데이트된 "500 Greatest Songs of All Time" 목록에서 "September"를 65위에 포함시켰다.
"September"는 수십 년간 공연 활동을 이어온 이 그룹의 가장 큰 히트곡 중 하나이다. 2005년 빌보드의 어스, 윈드 & 파이어 회고전에서 이 곡은 그들의 최고 싱글 중 6위에 올랐다. 어스, 윈드 & 파이어는 2014년 크리스마스 음반 Holiday에 "December"라는 제목으로 이 곡의 새로운 버전을 녹음했다.

### 문화적 영향
"September"는 21세기에 다시 관심을 받으며 인터넷 밈이 되었고 소셜 미디어 사용자들에 의해 원본 콘텐츠의 소스가 되었다. 수년 동안 매년 9월 21일, 데미 어디주이베이는 날짜를 강조하는 인기 있는 리믹스 영상 시리즈를 공개했다.
이 곡은 여러 영화에 등장했다: 시스코 (가수)와 비타민 C는 영화 겟 오버 잇(2001년)의 엔딩 크레딧에서 이 곡을 커버했고, 박물관이 살아있다!(2006년)는 엔딩 크레딧 전 마지막 장면에 이 곡이 나오며, 2016년 영화 트롤에는 애나 켄드릭과 저스틴 팀버레이크가 함께 부르는 버전이 등장한다. 2019년 영화 폴라는 오프닝 시퀀스에 이 곡이 나오며, 등장인물들이 성공적인 히트 후 함께 노래를 따라 부른다. 2023년 영화 로봇 드림은 클라이맥스를 포함하여 여러 번 이 곡을 사용한다.
영국에서는 이 곡이 여러 클럽에서 축구 응원가의 기반으로 인기를 얻었다: 가디언 기사에 따르면 이는 뉴캐슬 유나이티드 FC에서 유래했으며, 팬들이 2015년 가을에 선수 샹셀 음벰바에 대한 응원가를 부르기 시작했다. 러시아에서 열린 2018년 FIFA 월드컵에서는 잉글랜드 축구 국가대표팀 팬들이 이 곡을 개사하여 불렀다: 워어, 잉글랜드는 러시아에 있고 / 워어, 보드카를 다 마시고 / 워어, 잉글랜드는 끝까지 간다'.
가사를 바꿔서 이 곡은 2022년 Kohl's의 크리스마스 TV 광고에 등장한다.

## 차트
| 차트 (1978–1979)                      | 최고 순위 |
| ------------------------------------- | --------- |
| 오스트레일리아                        | 12        |
| 벨기에 (울트라탑 50 플랑드르)         | 19        |
| 캐나다 싱글 (캐나다 레코딩 산업 협회) | 8         |
| 캐나다 탑 싱글 (RPM)                  | 10        |
| 14                                    |           |
| 핀란드                                | 13        |
| 프랑스 (IFOP)                         | 6         |
| 아일랜드 (IRMA)                       | 8         |
| 네덜란드 (네덜란드스 탑 40)           | 18        |
| 네덜란드 (싱글 톱 100)                | 19        |
| 뉴질랜드 (레코드 뮤직 NZ)             | 12        |
| 노르웨이 (VG-리스타)                  | 6         |
| 남아프리카 공화국 (스프링복 라디오)   | 18        |
| 스웨덴 (스베리예토프리스탄)           | 13        |
| 영국 싱글 (오피셜 차트 컴퍼니)        | 3         |
| 미국 어덜트 컨템포러리 (《빌보드》)   | 41        |
| 미국 빌보드 핫 100                    | 8         |
| 미국 핫 솔 싱글 (빌보드)              | 1         |
| 미국 캐시박스 톱 100                  | 6         |
| 20                                    |           |

| 차트 (2020–2024)               | 최고 |
| ------------------------------ | ---- |
| 빌보드 글로벌 200 (《빌보드》) | 60   |

| 차트 (1979)                  | 순위 |
| ---------------------------- | ---- |
| 오스트레일리아               | 80   |
| 캐나다 톱 싱글 (RPM)         | 108  |
| 영국 싱글 (OCC)              | 41   |
| 미국 빌보드 핫 100           | 78   |
| 미국 핫 R&B/힙합 송 (빌보드) | 33   |
| 미국 캐시박스                | 54   |

## 인증
| 국가                                                                                         | 인증             | 판매량/출하량 |
| -------------------------------------------------------------------------------------------- | ---------------- | ------------- |
| 오스트레일리아 (ARIA)                                                                        | 8× 플래티넘      | 560,000       |
| 덴마크 (IFPI Danmark)                                                                        | 플래티넘         | 90,000        |
| 독일 (BVMI)                                                                                  | 플래티넘         | 500,000       |
| 이탈리아 (FIMI)                                                                              | 2× 플래티넘      | 140,000       |
| 일본 (RIAJ) Full-length ringtone                                                             | 골드             | 100,000*      |
| 멕시코 (AMPROFON)                                                                            | 3× 플래티넘+골드 | 210,000       |
| 뉴질랜드 (RMNZ)                                                                              | 6× 플래티넘      | 120,000       |
| 스페인 (PROMUSICAE)                                                                          | 2× 플래티넘      | 100,000       |
| 영국 (BPI)                                                                                   | 4× 플래티넘      | 2,400,000     |
| 미국 (RIAA) Physical release                                                                 | 골드             | 1,000,000^    |
| 미국 (RIAA)                                                                                  | 6× 플래티넘      | 6,000,000     |
| *판매량을 기반으로 한 인증 · ^출하량을 기반으로 한 인증 · 판매량+스트리밍을 기반으로 한 인증 |                  |               |

## "September '99"
영국 댄스 음악 듀오 Phats & Small의 리믹스 곡인 "September '99"는 1999년 컴필레이션 음반 The Ultimate Collection에 수록되었다. 이 싱글은 RPM 캐나다 댄스 송 차트에서 1위, UK 댄스 차트에서 4위, UK 싱글 차트에서 25위를 차지했다.

### 트랙 목록
INCredible Records의 콤팩트 디스크 싱글(카탈로그 코드 INCR24CD)에는 다음이 수록되어 있다.
1. "September '99" (radio edit) – 3:45
2. "September '99" (Mutant disco vocal mix) – 6:44
3. "September '99" (Mutant disco dub) – 6:11

### 차트
| 차트 (1999)                     | 최고 |
| ------------------------------- | ---- |
| 벨기에 (울트라탑 50 플랑드르)   | 32   |
| 덴마크 (IFPI)                   | 20   |
| 유럽 (Eurochart Hot 100)        | 65   |
| 프랑스 (SNEP)                   | 64   |
| 독일 (미디어 컨트롤 AG)         | 40   |
| 아이슬란드                      | 27   |
| 아일랜드 (IRMA)                 | 28   |
| 네덜란드 (네덜란드스 탑 40)     | 12   |
| 네덜란드 (싱글 톱 100)          | 25   |
| 노르웨이 (VG-리스타)            | 15   |
| 스코틀랜드 (오피셜 차트 컴퍼니) | 28   |
| 스웨덴 (스베리예토프리스탄)     | 48   |
| 스위스 (슈바이처 히트파라데)    | 33   |
| 영국 싱글 (오피셜 차트 컴퍼니)  | 25   |
| 영국 댄스 (오피셜 차트 컴퍼니)  | 4    |

| 차트 (2011)          | 최고 |
| -------------------- | ---- |
| 프랑스 (SNEP)        | 29   |
| 영국 팝 (Music Week) | 14   |

| 차트 (1999)                 | 순위 |
| --------------------------- | ---- |
| 네덜란드 (네덜란드스 탑 40) | 109  |

## 커크 프랭클린 버전
커크 프랭클린은 2007년 스택스 레코드에서 "September"의 커버 버전을 발매했다. 이 곡은 빌보드 어덜트 R&B 송즈 차트에서 17위, 빌보드 핫 가스펠 송 차트에서 26위를 기록했다. Franklin의 버전은 모리스 화이트가 제작했으며 2007년 헌정 음반 Interpretations: Celebrating the Music of Earth, Wind & Fire에 수록되었고, 음반 홍보를 위한 리드 싱글로 발매되었다.

### 비평적 평가
USA 투데이의 스티브 존스는 "프랭클린은 활기찬 'September'를 복음으로 가득한 즐거움으로 변화시킨다"고 썼다.
올뮤직의 James Christopher Monger는 "커크 프랭클린이 'September'의 흠잡을 데 없는, 거의 동일한 버전을 제공한다"고 평가했다. PopMatters의 마이크 조셉는 "커크 프랭클린은 밴드의 'September'를 (원본 버전을 샘플링하여 문자 그대로) 취하여 생존의 찬가로 재구성하고, 'September'를 일이 잘 풀리지 않는 시기의 비유로 사용하며, 재능 있는 합창단을 활용하여 가사에 환희에 찬 해석을 더한다"고 말했다. 피플은 "커크 프랭클린은 'September'를 믿음의 활기찬 축하로 변화시킨다"고 외쳤다.

## 더 읽어보기
- The Best of Earth, Wind & Fire Songbook, Hal Leonard LLC 발행 (1989) ISBN 9781495083716